# Via dei Coronari

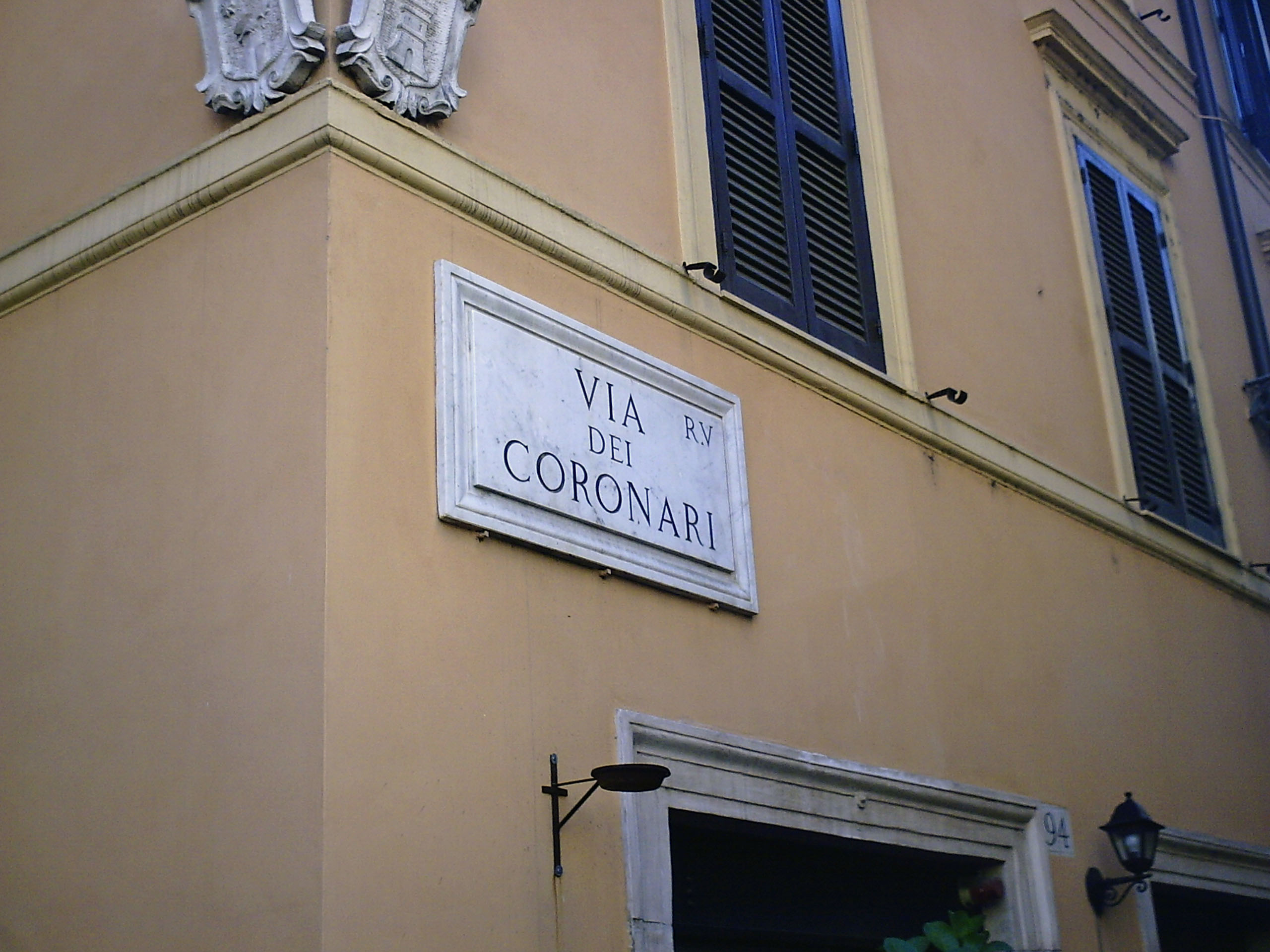
Via Dei Coronari (Straßenschild)

Die Via dei Coronari ist eine ungefähr 500 Meter lange Straße zwischen dem Vicolo del Curato und der Via di Sant’Agostino im historischen Stadtteil Rione Ponte von Rom.
Ihren heutigen Namen verdankt sie den Verkäufern von Rosenkränzen (ital.: „corona del rosario“ oder schlicht „corona“) und anderen Devotionalien, die sich im Mittelalter in der zwischen dem historischen Zentrum und dem Petersdom gelegenen Straße angesiedelt hatten.

## Geschichte
Der Name der Straße lautete ursprünglich Via Recta („Gerade Straße“), weil es sich um eine der wenigen Straßen mit regelmäßiger Form in der historischen Altstadt Roms handelte. Sie war im Mittelalter der schnellste Weg, um vom Ripetta-Hafen am Tiber nach Sankt Peter zu gelangen und bildete, was heute nicht mehr ganz deutlich ist, mit den Straßen Via di Ripetta und Via della Scrofa ein umgekehrtes „L“, ausgehend von der Piazza del Popolo, das diese mit der Engelsbrücke verband. Sie wurde deshalb stark von Pilgern frequentiert, was die Ansiedelung von Devotionalienverkäufern begünstigte und somit den Grund für den heutigen Namen der Straße darstellt. Damals wie heute war und ist es Brauch, dass Pilger eigene, noch nicht geweihte Rosenkränze zu den regelmäßigen Generalaudienzen des Papstes mitbringen, um sie dort von diesem segnen zu lassen.
Zu Beginn des sechzehnten Jahrhunderts waren die Straße und ihre Umgebung dafür bekannt, dass einige der berühmtesten Kurtisanen ihrer Zeit dort wohnten, darunter auch Fiammetta Michaelis, eine der Geliebten Cesare Borgias. In der Via dei Coronari und ihren Nebenstraßen lebten und arbeiteten viele der nach Rom gerufenen florentinischen Künstler der Renaissance, wie beispielsweise auch Michelangelo, Raffael und Leonardo da Vinci.
Heute ist die Straße für die vielen Antiquitätenhändler und Restauratoren bekannt und gilt wegen ihrer nahezu unberührten Bausubstanz aus dem Mittelalter und der Renaissance als eine besondere Sehenswürdigkeit.

## Gebäude
Ein Abschnitt der Straße wurde wegen eines 1523 von Antonio da Sangallo dem Jüngeren unter dem Palazzo des Kardinals Serra di Monserrato errichteten und heute noch an seinem Platz befindlichen Schreins mit einem Bild, das die Krönung der Jungfrau zeigt, früher Immagine di Ponte genannt.
In der Via dei Coronari befindet sich ein wahrscheinlich aus dem späten 14. Jahrhundert stammendes Gebäude, bei dem es sich womöglich um das erste von vier Häusern der Fiammetta Michaelis gehandelt haben könnte. Ihr zweites Haus befindet sich heute noch an der nahegelegenen Piazza Fiammetta, die ihren Namen seit dem 17. Jahrhundert trägt und bei der es sich um einen der wenigen nach einer Prostituierten benannten öffentlichen Plätze überhaupt handelt.
In der kleinen Nebenstraße Via di San Simone befand sich bis 2006 in der ehemaligen Kirche Santi Simeone e Giuda das Teatro dei Coronari.
In der Mitte von der Straße befindet sich die kleine Piazzetta di San Simeone (Platz von San Simeone) mit seiner charakteristischen Brunnen.